# Cordão de girassol
Hidden Disabilities Sunflower é um símbolo e uma empresa britânica criada com o objetivo de ajudar pessoas com deficiências invisíveis a serem identificadas e terem ajuda em locais públicos.

## História

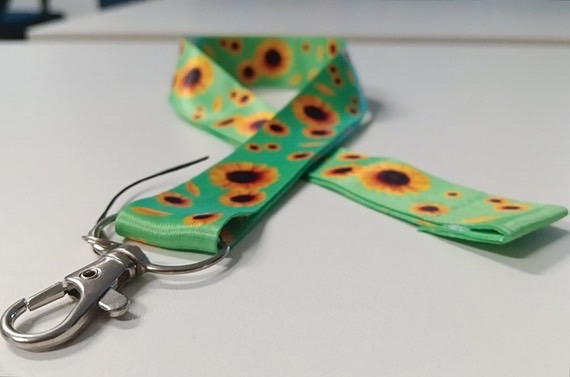
Fita com desenhos de girassóis

O símbolo foi criado em 2016 pelo Aeroporto de Gatwick e por várias instituições de caridade. Em abril de 2019, a London North Eastern Railway tornou-se a primeira empresa ferroviária a reconhecer o símbolo. Em julho de 2020, todas as empresas ferroviárias britânicas adotaram o símbolo de cordão de girassol como uma forma de passageiros com deficiência invisíveis informarem aos membros da equipe que podem precisar de mais assistência e que poderiam estar medicamente isentos de usar máscaras durante a pandemia de COVID-19.
O símbolo já foi adotado por aeroportos nos Estados Unidos, incluindo o Aeroporto Internacional de Tulsa e o Aeroporto Regional Central de Illinois.
No Brasil, o Governo Federal sancionou em 2023 o uso do cordão de girassol como símbolo de identificação de pessoas com deficiências invisíveis.

## Uso
Os cordões de girassol têm o objetivo de informar aos funcionários que o usuário tem uma deficiência invisível e, como resultado, pode demorar mais ou precisar de assistência extra. Os membros da equipe são treinados para identificar e ajudar o usuário.
Durante a pandemia da COVID-19, surgiram preocupações de que os cordões estavam sendo usados de forma abusiva por pessoas sem deficiência com o objetivo de evitar o uso de máscaras. Esse uso foi criticado pela Hidden Disabilities Sunflower, que declarou que somente as pessoas que possuem uma deficiência invisível (diagnosticada ou não) devem usar o cordão de segurança.